# Nobuo Fujishima
Nobuo Fujishima (藤島 信雄 Fujishima Nobuo?,  nacido el 8 de abril de 1950 en Akita, Akita) es un exfutbolista japonés que se desempeñaba como centrocampista. Pasó toda su carrera en el Nippon Kokan.
Fujishima jugó 65 veces y marcó 7 goles para la Selección de fútbol de Japón entre 1971 y 1979. Fue elegido para integrar la selección nacional de Japón para los Juegos Asiáticos de 1974 y 1978.

## Trayectoria

### Clubes
| Club         | País  | Año         |
| ------------ | ----- | ----------- |
| Nippon Kokan | Japón | 1969 - 1986 |

### Selección nacional
| Selección | País  | Año         |
| --------- | ----- | ----------- |
| Absoluta  | Japón | 1971 - 1979 |

## Estadística de equipo nacional
| Selección de Japón | Selección de Japón | Selección de Japón |
| Año                | Part.              | Goles              |
| ------------------ | ------------------ | ------------------ |
| 1971               | 1                  | 0                  |
| 1972               | 6                  | 0                  |
| 1973               | 4                  | 0                  |
| 1974               | 6                  | 0                  |
| 1975               | 12                 | 3                  |
| 1976               | 16                 | 3                  |
| 1977               | 5                  | 0                  |
| 1978               | 12                 | 1                  |
| 1979               | 3                  | 0                  |
| Total              | 65                 | 7                  |

## Palmarés

### Títulos nacionales
| Título                   | Club         | País  | Año  |
| ------------------------ | ------------ | ----- | ---- |
| Copa Japan Soccer League | Nippon Kokan | Japón | 1980 |
| Copa del Emperador       | Nippon Kokan | Japón | 1981 |

### Distinciones individuales
| Distinción                  | Año  |
| --------------------------- | ---- |
| Japan Soccer League Best XI | 1971 |
| Japan Soccer League Best XI | 1976 |
| Japan Soccer League Best XI | 1977 |
| Japan Soccer League Best XI | 1978 |